# Eugène Ekobo
Eugène Claude Ekobo N'Joh est un footballeur camerounais né le 15 février 1981 à Douala au Cameroun.

## Carrière en club
Ancien pensionnaire de la KSA Cameroun, Eugène rejoint le continent européen et la Suisse, afin de faire ses premiers pas en tant que pro avec le FC Sion durant deux saisons.
Remarqué, il attire des clubs français et finit par rejoindre en 2002 la Ligue 2 avec le club de l'AS Beauvais, ancien prétendant à la montée en Ligue 1 la saison passée. Malgré des partenaires de prestige tels que Steve Savidan, Roy Contout, Grégory Thil, David De Freitas, il va vivre une saison difficile au bout de laquelle, le club est relégué.
Attaché à l'entraineur de l'époque Baptiste Gentili, il décide de rester en National et d'aider le club à remonter mais la saison est tout aussi cauchemardesque aboutissant à la relégation en CFA.
Face à la perte du statut pro de ASBO, il quitte l'Oise en 2004, pour se diriger vers l'US Créteil-Lusitanos et retrouve ainsi la L2. En 2005/2006, il participe même à la meilleure saison du club à ce niveau, terminant à la huitième place.
En 2006/2007, il débarque au Racing Club de Strasbourg, fraichement descendu en Ligue 2 et entrainé par Jean-Pierre Papin. Pas toujours titulaire en Alsace, il est quand même l'un des artisans de la remontée du club dans l'élite.
Malheureusement, le club change d'entraineur et il n'apparait pas dans les plans du nouvel entraîneur, il est donc prêté en 2007/2008 à Châteauroux où il effectue une saison honnête. 
La saison suivante, il est de nouveau prêté mais cette fois chez le promu vannetais. Avec le club de Vannes, il réalise une saison tout à fait exemplaire : le club dépasse toutes les attentes en championnat et dispute la finale de la Coupe de la Ligue.
En 2009, toujours pas en vue au RC Strasbourg, il est enfin transféré au Clermont Foot.
Le 12 août 2016, il bat le record détenu par son ancien coéquipier David De Freitas du plus grand temps de jeu de l'histoire de la Ligue 2 avec 33 414 minutes jouées en 406 matches. Il devient le deuxième joueur qui a disputé le plus de matchs dans l'antichambre du football français avec près de 410 matchs (derrière David De Freitas).

## Palmarès
- Finaliste de la Coupe de la Ligue en 2009 avec le Vannes OC.